# Martine Rothblatt
Cet article possède un paronyme, voir Rotblatt.
Pour les articles homonymes, voir Rothblatt.
Martine Aliana Rothblatt, en 1954 à Chicago, est une avocate, auteure et femme d'affaires américaine.

## Biographie
Elle nait dans une famille juive pratiquante de Chicago, Martine Rothblatt a grandi en Californie du Sud, d'abord à San Diego puis à Los Angeles. Son père, Harold David Rothblatt, était dentiste, et sa mère, Rosa Lee Bernstein, était maîtresse de conférence et orthophoniste à l'université d'État de San Diego. Ses grands-parents paternels ont immigré aux États-Unis vers 1910 depuis Odessa en Ukraine, tandis que ses grands-parents maternels ont immigré autour de la même période depuis la Pologne.
Diplômée en droit de l'Université de Californie à Los Angeles, Martine Rothblatt est la fondatrice de l'entreprise pharmaceutique United Therapeutics Corp et des startups GeoStar et Sirius Radio (une société spécialisée dans l'exploitation des satellites). Elle a rédigé un contrat qui aligne son salaire sur le prix de l'action de la firme ; à ce titre, elle gagne 38 millions de dollars.
En 1982, elle est encore socialement connue en tant qu'homme lorsqu'elle épouse Beverlee « Bina Aspen » Prator, rencontrée en 1979. Elles ont deux enfants biologiques ensemble, prénommés Gabriel et Jenesis (c'est pour cette dernière, atteinte d'une maladie rare, qu'elle avait à l'origine créé United Therapeutics ). Elles ont également chacune un enfant d'avant leur relation, et en ont adopté un autre depuis.
En 1994, à l'âge de quarante ans, Martine Rothblatt subit une chirurgie de réattribution sexuelle et féminise son nom.
En 2004, elle lance un mouvement transhumaniste : Terasem.

## Filmographie
Rothblatt a été la productrice déléguée des films suivants :
- 2009 : 2B (en). Techno-thriller se déroulant dans un futur proche sur les questions morales soulevées par la création du premier post-humain au monde.
- 2010 : The Singularity Is Near de Anthony Waller, basé sur l'essai de Raymond Kurzweil, Humanité 2.0, avec Pauley Perrette.